# Charlie Simmer
Charlie Robert Simmer (* 20. März 1954 in Terrace Bay, Ontario) ist ein ehemaliger kanadischer Eishockeyspieler, der von 1974 bis 1988 für die California Seals, Cleveland Barons, Los Angeles Kings, Boston Bruins und Pittsburgh Penguins in der National Hockey League und für Eintracht Frankfurt in der Eishockey-Bundesliga spielte.

## Karriere

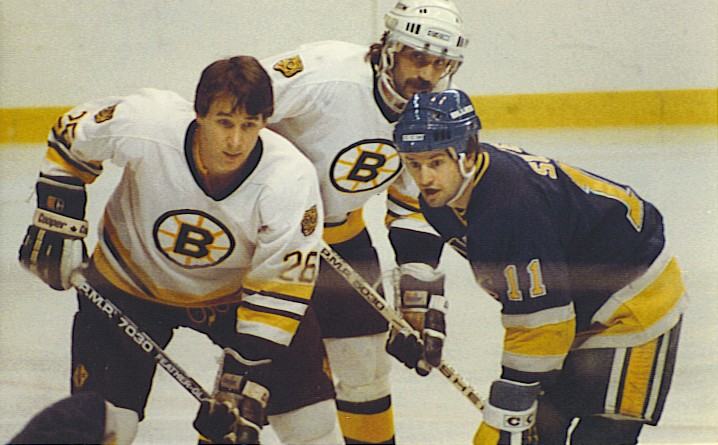
Charlie Simmer (Mitte) erwartet den Puckeinwurf gemeinsam mit Brian Sutter (re.) und Mike Milbury (li.); Boston Garden, 21. März 1985

Als Junior spielte er in der OHA für die Sault Ste. Marie Greyhounds. Simmer wurde im NHL Amateur Draft 1974 in Runde 3 als 39. von den California Seals gedraftet. Im selben Jahr wurde er auch in der WHA von den Cleveland Crusaders in Runde 2 als 26. gedraftet, spielte aber nie in der WHA.
Am 27. Dezember 1974 debütierte er bei den Seals gegen die Boston Bruins und gleich in seinem ersten Spiel konnte er ein Tor und einen Assist beisteuern. Auf eine gute Premierensaison folgten zwei schwächere Zeiten, in denen die Seals nach Cleveland umzogen.
Simmer verbrachte den Großteil seiner Karriere bei den Los Angeles Kings und spielte dort als Linksaußen in der berüchtigten „Triple Crown Line“ mit Marcel Dionne und Dave Taylor (beide führen die Kings in Spielen und Punkten an) spielte. Simmer hatte zwei Saisons mit 56 Toren hintereinander und war dreimaliger NHL All-Star. Im Jahr 1986 gewann Simmer die Bill Masterton Memorial Trophy.
Insgesamt erzielte Simmer 711 Punkte (342 Tore und 369 Assists) in 712 NHL-Spielen.
1988/89 wechselte er zu Eintracht Frankfurt (heute Frankfurt Lions) in die damalige Eishockey-Bundesliga.
1990/91 war er noch eine Saison in der IHL für die San Diego Gulls als Spielertrainer tätig, bevor er in der folgenden Saison mit seinem Abschiedsspiel seine Karriere beendete.

## Erfolge und Auszeichnungen
| - 1973 MJHL First All-Star Team - 1977 CHL Second All-Star Team - 1978 AHL Second All-Star Team - 1980 NHL First All-Star Team - 1980 Bester Torschütze der NHL (gemeinsam mit Danny Gare und Blaine Stoughton) | - 1981 Teilnahme am NHL All-Star Game - 1981 NHL First All-Star Team - 1984 Teilnahme am NHL All-Star Game - 1986 Bill Masterton Memorial Trophy |

### International
- 1983 Bronzemedaille bei der Weltmeisterschaft